# Lada Granta
La Lada Granta è un'autovettura di segmento B prodotta dalla casa automobilistica russa Lada a partire dalla fine del 2011. Nasce come una berlina erede dei modelli 2107 e Kalina.
Nel 2014 alla versione berlina si affianca la versione a cinque porte con portellone posteriore mentre nel 2018 subisce un restyling.

## Storia
La Granta nasce come piccola berlina destinata prevalentemente al mercato russo e ai mercati est europei; è basata su una versione rivista del pianale della precedente Lada Kalina ed è stata sviluppata insieme alla Autocomponent Engineering di Orbassano mentre il gruppo motorizzazioni e trasmissioni viene fornito da  Renault. La presentazione ufficiale del modello avviene nel 2011 e le vendite partono in Russia il 1 dicembre del 2011. La produzione avviene nello storico impianto di Togliatti. Nel 2012 viene annunciato l'export verso i mercati dell'Europa dell'Est e viene valutata la possibilità di vendita anche nel resto dell'Europa dove il marchio Lada continuava ad essere presente tramite una piccola rete di concessionarie che importavano la fuoristrada Niva e le utilitarie Kalina.
Durante lo sviluppo la Lada progettò anche delle varianti con carrozzeria liftback a 5 porte e station wagon ma entreranno in produzione solo dopo diversi anni a causa del crollo del mercato russo e delle difficoltà finanziarie in cui versava la AvtoVAZ (proprietaria del marchio Lada). 

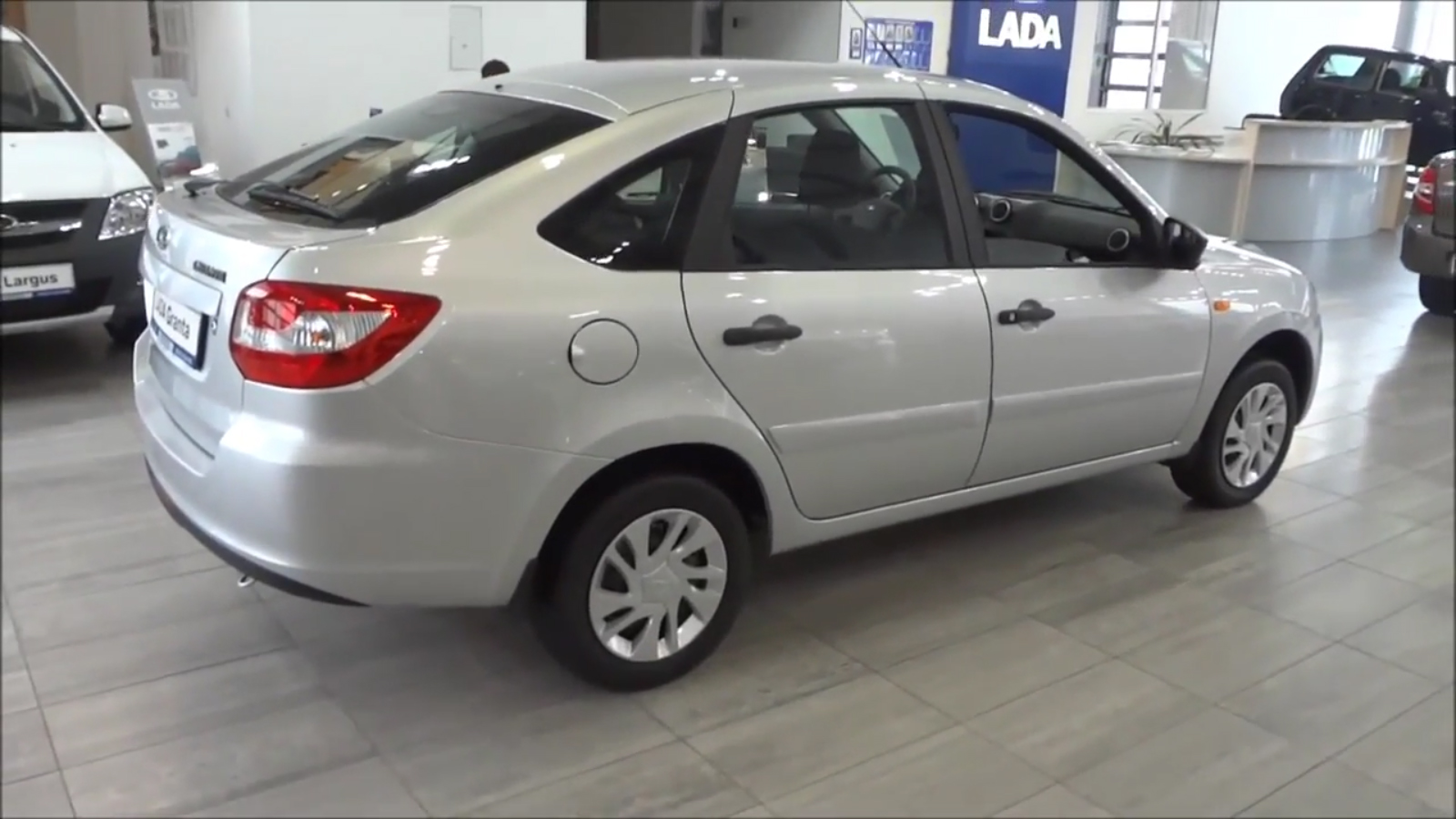
La versione Liftback con portellone

Nei primi mesi la vettura riceve una ottima accoglienza sul mercato locale e per far fronte alle richieste nel settembre del 2012 viene allestita una seconda linea di produzione anche nell'impianto Lada Iževsk (la ex IžAvto).
Al debutto la vettura era disponibile nella versione Standard  dotata di 1 airbag, paraurti non verniciati, motore 1.6 a benzina serie 1183 8V con cambio manuale a 5 marce mentre la versione Lux era dotata di cambio automatico Jatco, climatizzatore, navigatore GPS, autoradio, sensori luci esterne, sensori di parcheggio, sensore pioggia, cerchi in lega da 15", servosterzo elettrico, ABS con BAS, doppio airbag frontale, vetri elettrici, sistemi di riscaldamento (sedili anteriori, specchi retrovisori, parabrezza).
Al top di gamma c'era la versione Norma che aveva lo stesso equipaggiamento della versione Lux ma era disponibile con il motore 1.6 benzina 16V Renault ed era abbinata ad una trasmissione manuale a 5 rapporti Renault.
Successivamente venne introdotta la versione Sport dotata di tutte le opzioni della versione Lux e di alcuni accessori specifici come il motore 1.6i 16V potenziato a 120 CV, cambio e sospensione modificati, cerchi in lega da 16", freni, sedili e volante specifici.
Nel marzo 2014 viene presentata la Granta Liftback, versione con portellone posteriore e cinque porte con bagagliaio più capiente e motore benzina 1.6 16V Renault; questa versione viene prodotta presso l'impianto di Iževsk.

### Restyling 2018

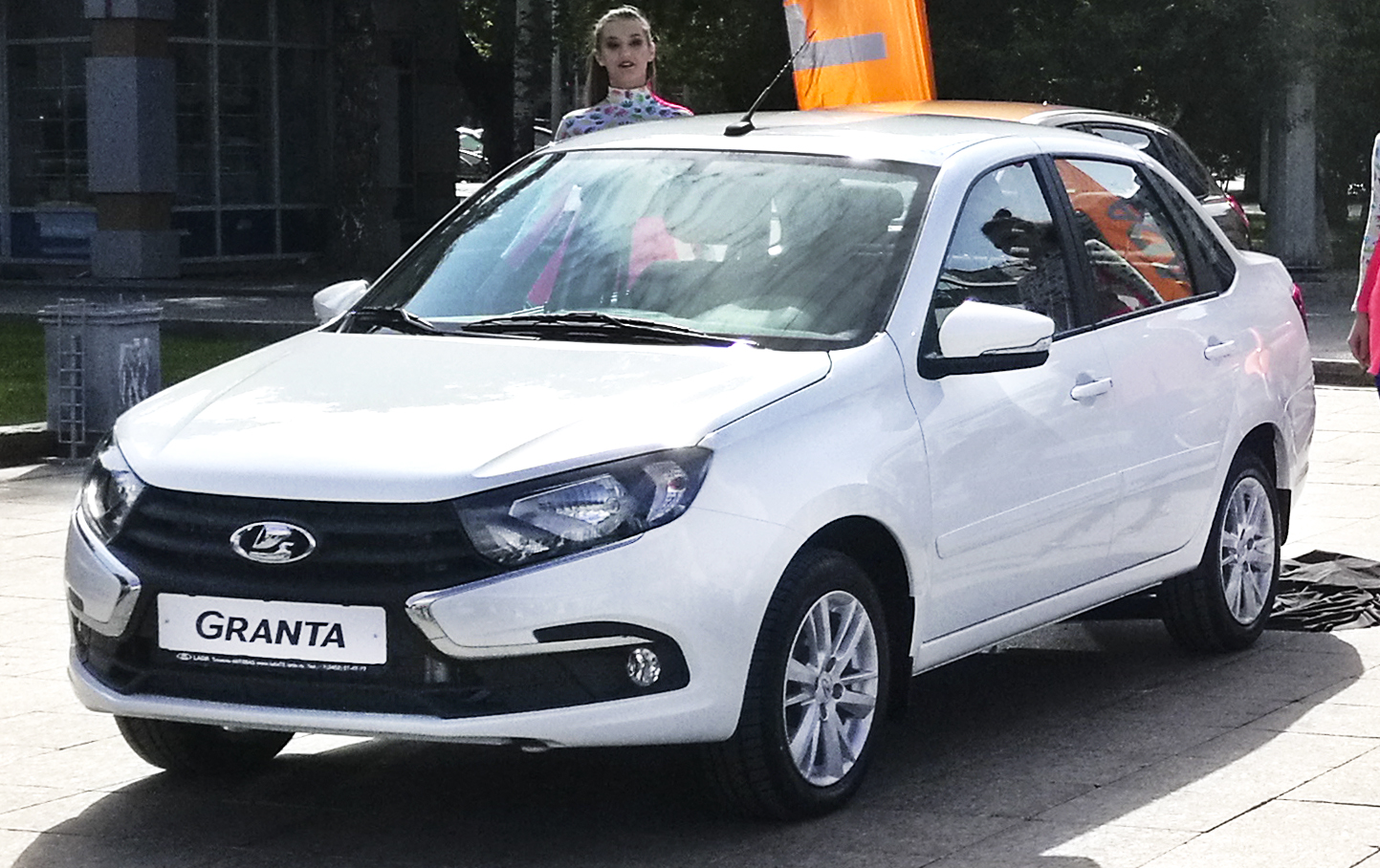
La Granta berlina ristilizzata

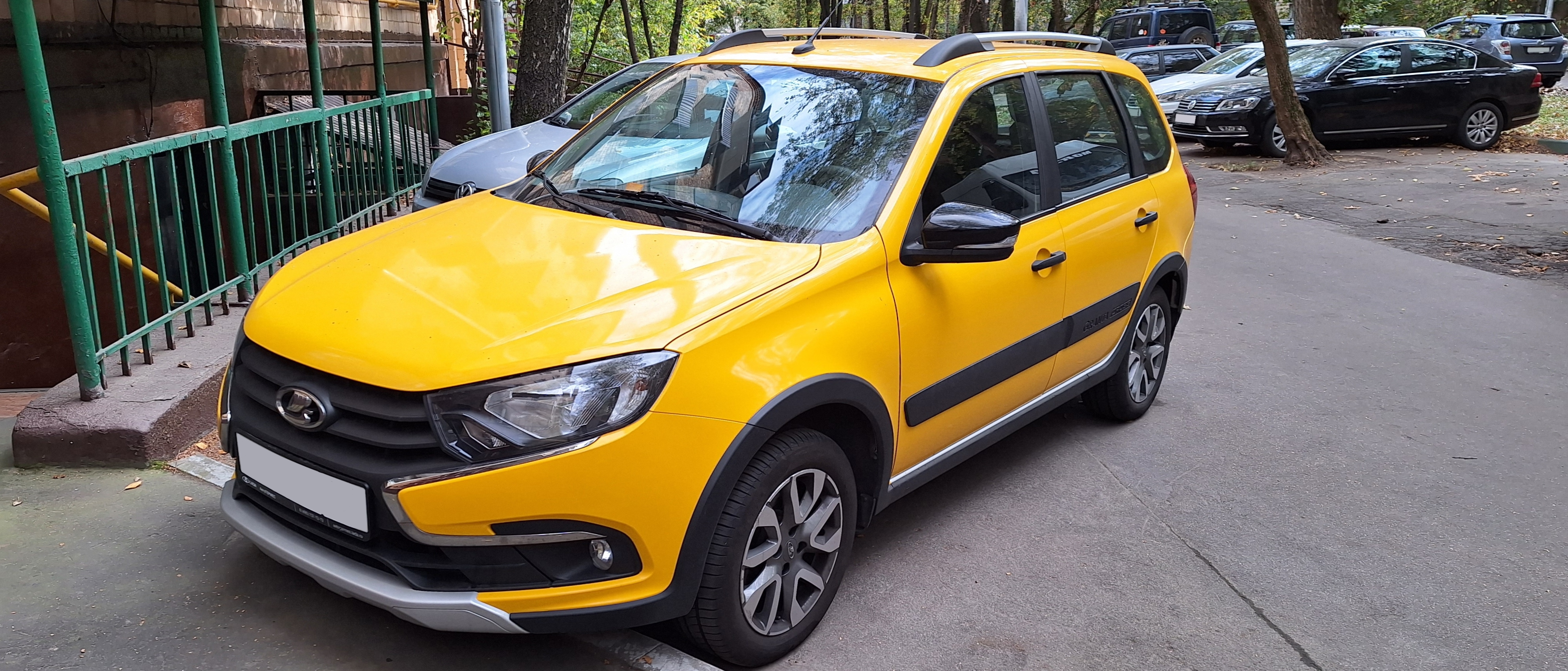
Lada Granta Cross

Nell'agosto 2018 viene presentato il restyling della gamma che vede l'introduzione delle inedite varianti hatchback 5 porte e station wagon; il frontale viene completamente ridisegnato dal designer Steve Mattin e introduce il nuovo family feeling con la calandra nera stilizzata ad X con i bordi cromati, nuovi paraurti e fanali, retrovisori che integrano gli indicatori laterali di direzione e nella coda debutta un nuovo portellone, il nuovo logo Lada a caratteri cubitali, nuove grafiche per i fanali e nuovi fascioni paracolpi. Gli interni presentano una plancia tutta nuova dal design più moderno e nuove sellerie.
Le versioni con carrozzeria hatchback e station wagon non sono altro che le vecchie Lada Kalina nelle omologhe versioni: la Lada infatti decise di ristilizzarle e uniformarle alla gamma Granta pensionando definitiva la vecchia gamma. Le Granta 5 porte e wagon conservano lo stesso design al posteriore delle Kalina con la differenza del nuovo logo Lada a caratteri cubitali. Il muso invece e gli interni invece son gli stessi delle Granta berlina e liftback.

## Motorizzazioni
All'uscita sul mercato sono stati resi disponibili 4 motori:
- 1.6i 8V 81 c.v. (132Nm);
- 1.6i 8V 89 c.v. (140Nm);
- 1.6i 16V 98 c.v. (145Nm);
- 1.6i 16V 120 c.v. (154Nm).

La versione "Standard" ha il vecchio motore a 8 valvole (11183, preso dalla Kalina) mentre le versioni "Norma" e "Lux" hanno già i nuovi motori, uno a 8 valvole (11186 costruito specialmente per la Granta) e l'altro bialbero a 16 valvole (21126 che è stato preso dalla Priora e ha una coppia di 145 Nm e una potenza di 98 CV). Esiste anche la versione "Sport" dotata del motore 1.6i 16V 120 c.v. (154Nm)
Tutti i motori corrispondono alle norme Euro 4 per il mercato russo e alle norme Euro 5 per quello europeo (il modello viene venduto in Francia).
Sono disponibili 3 cambi: la versione "Standard" ha il vecchio cambio manuale a 5 marce, mentre le versioni "Norma" e "Lux" sono disponibili con il nuovo cambio manuale a 5 marce (2181 con il comando a cavi) e con il cambio automatico Jatco (che viene utilizzato anche dalla Nissan).

## Caratteristiche tecniche
|                                      | Standard                                     | Norma                                        | Lux                                          |
| ------------------------------------ | -------------------------------------------- | -------------------------------------------- | -------------------------------------------- |
| Tipo principale                      | Berlina 3 volumi                             | Berlina 3 volumi                             | Berlina 3 volumi                             |
| Posti                                | 5                                            | 5                                            | 5                                            |
| Lunghezza, mm                        | 4 260                                        | 4 260                                        | 4 260                                        |
| Larghezza, mm                        | 1 700                                        | 1 700                                        | 1 700                                        |
| Altezza, mm                          | 1 500                                        | 1 500                                        | 1 500                                        |
| Passo, mm                            | 2 476                                        | 2 476                                        | 2 476                                        |
| Interasse delle ruote anteriori, mm  | 1 430                                        | 1 430                                        | 1 430                                        |
| Interasse delle ruote posteriori, mm | 1 426                                        | 1 426                                        | 1 426                                        |
| Sbalzo anteriore, mm                 | 804                                          | 804                                          | 804                                          |
| Sbalzo posteriore, mm                | 980                                          | 980                                          | 980                                          |
| Bagagliaio, l.                       | 480                                          | 480                                          | 480                                          |
| Massa, kg                            | 1 040                                        | 1 080                                        | 1 115                                        |
| Massa massima, kg                    | 1515                                         | 1555                                         | 1575                                         |
| Massa del rimorchio, kg*             | 900 / 450                                    | 900 / 450                                    | 900 / 450                                    |
| Coefficiente Cx                      | 0,367                                        | 0,367                                        | 0,353                                        |
| Motore                               | Benzina                                      | Benzina                                      | Benzina                                      |
| Codice del motore                    | VAZ-11183                                    | VAZ-11186                                    | VAZ-21126                                    |
| Disposizione                         | anteriore                                    | anteriore                                    | anteriore                                    |
| Cilindri                             | 4, in linea                                  | 4, in linea                                  | 4, in linea                                  |
| Cilindrata, cm3                      | 1597                                         | 1597                                         | 1597                                         |
| Alesaggio/corsa, mm                  | 82,0 / 75,6                                  | 82,0 / 75,6                                  | 82,0 / 75,6                                  |
| Rapporto di compressione             | 9,8                                          | 10,5                                         | 11,0                                         |
| Valvole                              | 8                                            | 8                                            | 16                                           |
| Potenza massima, CV/kW/RPM           | 81 / 59 / 5200                               | 89 / 64 / 5100                               | 98 / 72 / 5600                               |
| Coppia massima, Nm/RPM               | 132 / 2900                                   | 140 / 3800                                   | 145 / 4000                                   |
| Cambio                               | 5 marce manuale, 4 marce automatico          | 5 marce manuale, 4 marce automatico          | 5 marce manuale, 4 marce automatico          |
| Trazione                             | anteriore                                    | anteriore                                    | anteriore                                    |
| Sospensione anteriore                | MacPherson                                   | MacPherson                                   | MacPherson                                   |
| Sospensione posteriore               | Traversa a molle                             | Traversa a molle                             | Traversa a molle                             |
| Freno anteriore                      | Freno a disco ventilato                      | Freno a disco ventilato                      | Freno a disco ventilato                      |
| Freno posteriore                     | Freno a tamburo                              | Freno a tamburo                              | Freno a tamburo                              |
| Pneumatici                           | 175 / 70 R13                                 | 175 / 65 R14                                 | 185 / 55 R15                                 |
| Velocità massima, km/h               | 164,5                                        | 167                                          | 185                                          |
| Accelerazione da 0 a 100 km/h, s     | 12,5                                         | 11,5                                         | 10,0                                         |
| Consumo carburante, l/100 км         |                                              |                                              |                                              |
| Urbano                               | 9,3                                          | 8,5                                          | 8,7                                          |
| Extraurbano                          | 6,1                                          | 5,7                                          | 4,8                                          |
| Combinato                            | 7,3                                          | 7,2                                          | 6,8                                          |
| Emissioni CO2, g/km                  |                                              |                                              |                                              |
| Medio                                | 177                                          | 164                                          | 164                                          |
| Serbatoio, l.                        | 50                                           | 50                                           | 50                                           |
| Carburante                           | Benzina senza piombo con numero di ottano 95 | Benzina senza piombo con numero di ottano 95 | Benzina senza piombo con numero di ottano 95 |
| * Con i freni/senza                  |                                              |                                              |                                              |